# Kruipruimte

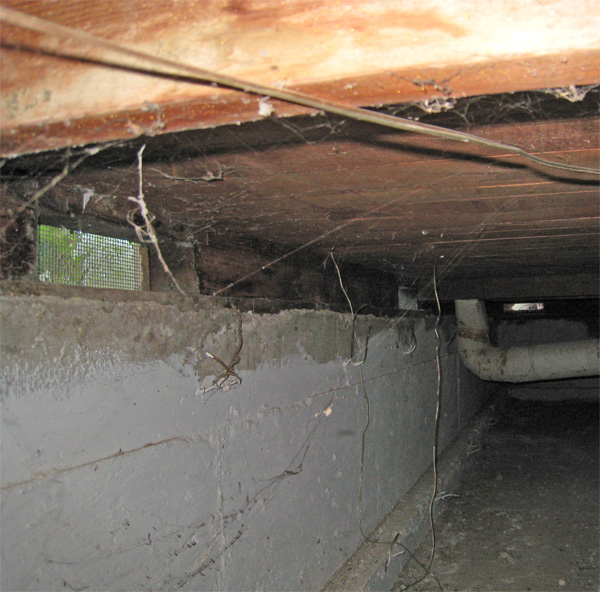
Een gemiddelde kruipruimte

Schematische doorsnede gebouw

Een kruipruimte of kruipkelder (Vlaanderen) is een lage ruimte onder de vloer van de begane grond, die bereikt wordt door een zogeheten kruipluik in de begane grondvloer. Dit luik bevindt zich in woningen meestal onder de deurmat achter de voordeur.
Als iemand zich daar moet verplaatsen kan dat alleen kruipend, vandaar de naam. Het is een lage ruimte, ca 80 cm vrije hoogte, die voor een groot gedeelte beneden het niveau van het maaiveld ligt, al kan de hoogte van kruipruimtes sterk verschillen. De bodem is meestal afgewerkt met een laagje schoon zand.

## Ventilatie

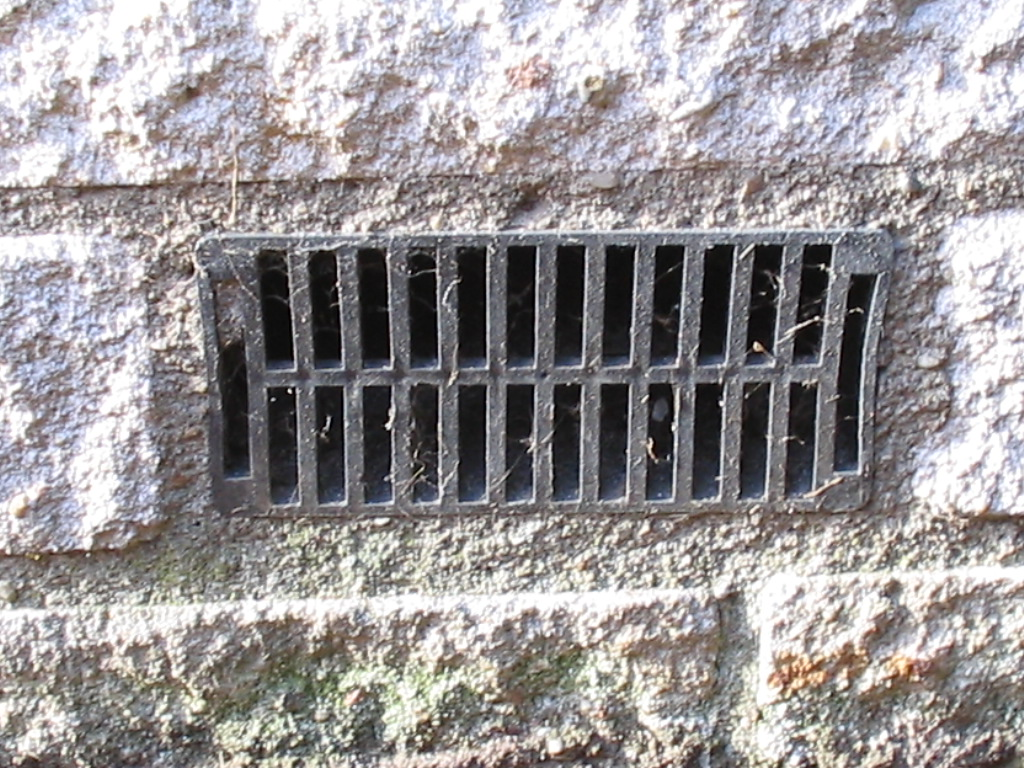
Roostergedeelte van een vloerventilatiekoker in de buitenzijde van een spouwmuur

Deze ruimte moet zwak geventileerd worden om te zorgen dat de lucht in de ruimte niet stilstaand en te vochtig wordt en de houten balklaag van de begane grondvloer niet gaat rotten. De ventilatie kan op twee manieren worden uitgevoerd: met vloerventilatiekokers of renovatiekokers. Voor een renovatiekoker worden er vanaf de buitenmuur schuin naar beneden en naar binnen gaand een buis aangebracht met aan de zichtzijde een rooster. Een vloerventilatiekoker wordt bij nieuwbouw geplaatst, en heeft een horizontaal gedeelte dat in het binnenblad ligt, en een verticaal gedeelte dat zich in de spouw bevindt, en daarna nog een horizontaal gedeelte dat uitkomt in het buitenblad. Ook hier zit een rooster aan de buitenzijde dat ongeveer een kop (breedte van een baksteen) groot is.
In beide gevallen komt verse lucht in de kruipruimte, waardoor die geventileerd wordt.

## Leidingwerk
De kruipruimte wordt vaak gebruikt om allerlei leidingen in weg te werken, zoals rioolbuizen, verwarmingsbuizen, kabels en leidingen voor de elektrische installatie, enzovoort.

## Isolatie

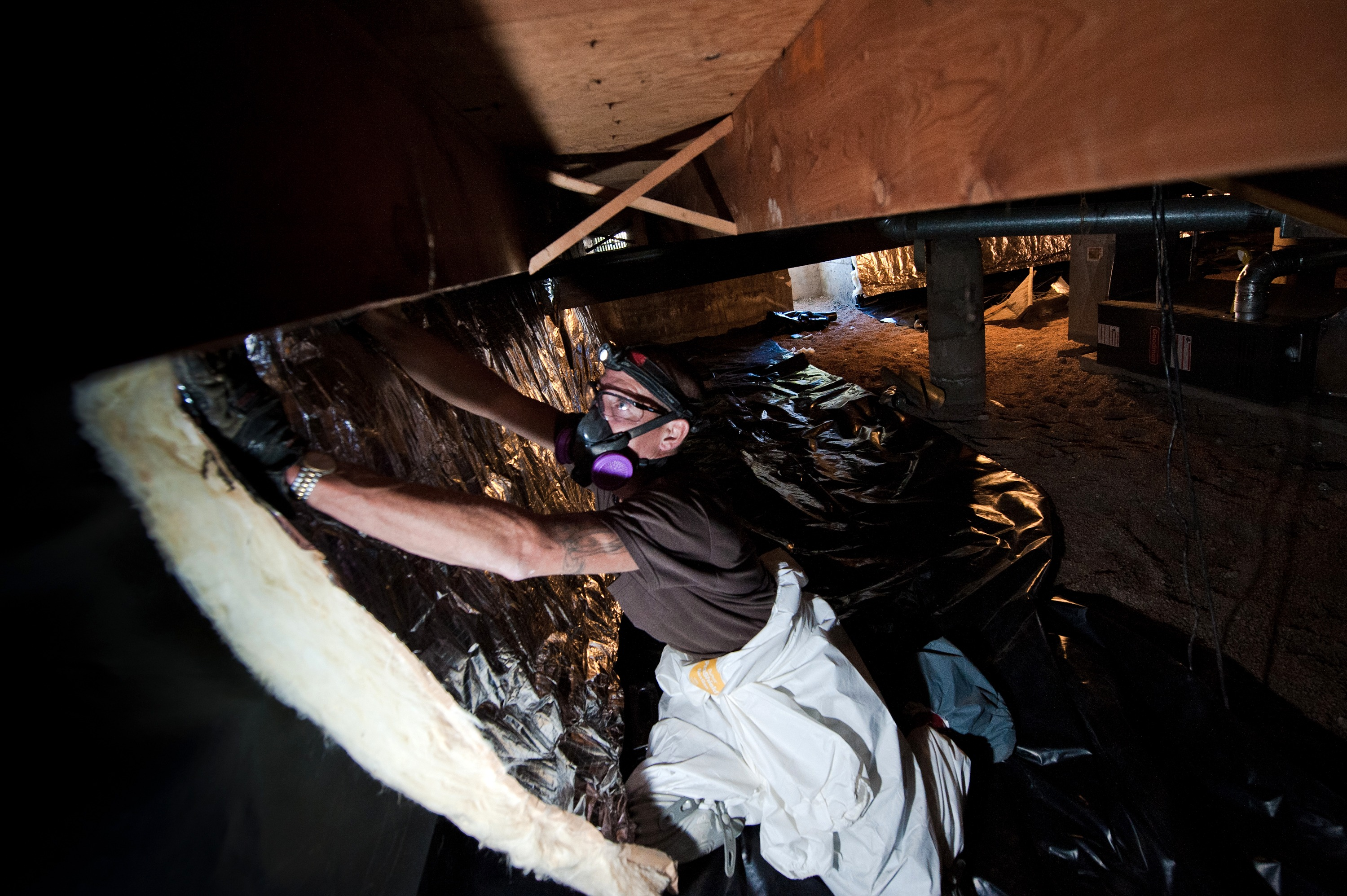
Isolatie van een kruipruimte

Voor de warmte-isolatie van het gebouw kan de onder- of bovenzijde van de kruipruimte voorzien zijn of worden van warmte-isolerend materiaal. De bodem kan bijvoorbeeld bedekt worden met een laag isolatieparels of de onderzijde van de beganegrondvloer kan voorzien zijn van een laag isolatieschuim. Tegen de onderzijde van een houten vloer moet altijd een dampopen isolatiemateriaal worden toegepast. Een dampdicht materiaal zoals PUR of piepschuim kan bij houten vloeren leiden tot het opsluiten van vocht tussen de isolatielaag en de, meestal dampdichte, vloerbedekking. Dit vocht kan schimmel en houtrot veroorzaken. Bij steenachtige vloeren speelt dit risico niet. Hier kan het beste gekozen worden voor isolatie met een vochtbestendig materiaal tegen de onderzijde van de vloer. Hiervoor moet dan wel de kwaliteit van de vloer voldoende zijn. Problemen als betonrot dienen eerst opgelost te worden.

## Noodzaak tot toepassing
Nu houten balklagen bijna niet meer worden toegepast is de noodzaak van een geventileerde kruipruimte vervallen en zouden begane grondvloeren direct op het zand kunnen worden aangebracht.
Enige nadelen van het ontbreken van een kruipruimte:
- het leidingwerk is onbereikbaar, vooral hinderlijk bij verbouwingen en (ver)plaatsen van een nieuwe keuken
- grondwater en gassen kunnen tot onder de vloer komen, waardoor het leefklimaat in de woning slechter wordt.

## Voorkomen van water in kruipruimte
Om te voorkomen dat er water in de kruipruimte staat moet tijdens het ontwerp van het gebouw rekening gehouden worden met de bemalingsniveaus van de in de omgeving liggende kanalen en sloten. Een marge van 300 mm meerhoogte voor de bovenkant van de bodemafsluiting van zand of schelpen tot aan het wateroppervlak van de sloot of kanaal zal over het algemeen voldoende zijn. Zeker als in het zand onder de bodemafsluiting een drainage wordt toegepast die afwatert op het hemelwater-riool. De diameter die nu voor het bouwrijp maken van een terrein wordt gehanteerd is 80 mm. Op deze manier wordt voorkomen dat de kruipruimte bodem onder de hoogste grondwaterstand wordt aangelegd. De hoogste grondwaterstand doet zich over het algemeen voor in het meest regenrijke jaargetijde.
Een blank staande kruipruimte heeft eigenlijk alleen maar nadelen:
- Werkzaamheden en onderhoud worden sterk bemoeilijkt;
- De levensduur van de minder beschermde materialen in de kruipruimte worden sterk bekort;
- Door het langzaam stromende water koelt de kruipruimte sterk af, waardoor om hetzelfde te bereiken meer isolatie nodig is;
- Een kouder vloeroppervlak van de begane grond;
- Er groeien schimmels in de ruimte;
- Wanneer de vloer onvoldoende vochtdicht is, dringt het vocht ook door tot in de woning;
- Het trekt ongedierte aan, met name muizen, ratten en muggen.
- Het water kan kortsluiting veroorzaken als dit elektriciteitskabels raakt die in de kruipruimte liggen waardoor de stroom mogelijk kan uitvallen, wat erg vervelend is als dit in het donker gebeurt. Ook kan hierdoor brand ontstaan.

kruipruimte · kelder · souterrain · parterre · bel-etage · tussenvloer · vide · zolder · vliering